# Superammasso della Fenice

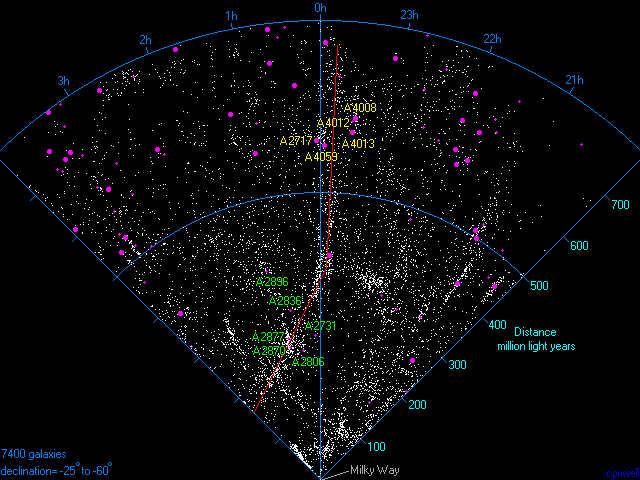
Il Muro dello Scultore. In giallo gli ammassi del Superammasso dello Scultore e in verde gli ammassi del Superammasso della Fenice.

Il Superammasso della Fenice (SCl 018) è un superammasso di galassie situato nella costellazione della Fenice alla distanza di 82 milioni di parsec dalla Terra (circa 260 milioni di anni luce).
Si stima una lunghezza di circa 28 milioni di parsec. Suo prolungamento è il Superammasso dello Scultore ed insieme vanno a formare il Muro dello Scultore.
È formato dagli ammassi di galassie Abell 2731, Abell 2806, Abell 2836, Abell 2870, Abell 2877 e Abell 2896.
| Nome       | R.A. (J2000)  | Dec (J2000)  | Numero galassie | Redshift (z) | Distanza (milioni di anni luce) | Nomi alternativi               |
| ---------- | ------------- | ------------ | --------------- | ------------ | ------------------------------- | ------------------------------ |
| Abell 2731 | 00h 10m 11.7s | -56° 59′ 18″ | 39              | 0,0312       | 402                             | Sersic 164/04                  |
| Abell 2806 | 00h 40m 06.5s | -56° 07′ 00″ | 37              | 0,0277       | 357                             | AM 0038-562, RXC J0040.1-5607  |
| Abell 2836 | 00h 53m 41.0s | -47° 36′ 44″ | 41              | 0,0300       | 385                             | PF 0088-4758                   |
| Abell 2870 | 01h 07m 43.2s | -46° 54′ 59″ | 33              | 0,0237       | 304                             | DC 0103-47, DRCG 0103-47       |
| Abell 2877 | 01h 10m 00.4s | -45° 55′ 22″ | 30              | 0,0247       | 317                             | AM 0107-461, MCXC J0110.0-4555 |
| Abell 2896 | 01h 18m 17.0s | -37° 06′ 14″ | 44              | 0,0318       | 407                             |                                |